# Serhiy Nigoyan
Serhiy Gagikovych Nigoyan (em ucraniano: Сергій Нігоян; em Armênio: Սերգեյ Նիգոյան; e em Português: Sergei Nigoyan; Oblast de Dnipropetrovsk, 2 de agosto de 1993 – 22 de Janeiro de 2014) foi um ativista armênio-ucraniano do movimento Euromaidan que foi morto em 2014 durante um protesto Hrushevskoho Street, onde ele estava como segurança. Foi o primeiro manifestante morto no protesto. Foi um dos 100 condecorados com a medalha de Herói da Ucrânia em 2014.

## Biografia
Serhiy nasceu em 2 de agosto de 1993, filho de Garik e Venera Nigoyan, armênios vindos de Yerevan, em 1992 e que se estabeleceram na vila de Bereznuvativka (ao sul de Dnipro, quando eles chegaram, o local ainda estava sob o nome soviético de Dniepropetrovsk) na Ucrânia. Os pais de Serhiy são de uma aldeia chamada Navur, na província de Tavuxe, no nordeste da Armênia, não muito longe da fronteira com o Azerbaijão. Sua família se mudou para a Ucrânia no início da década de 1990, durante a Primeira Guerra do Nagorno-Karabakh, quando sua aldeia era frequentemente atacada.
Serhiy era filho único. Nascido na Ucrânia, nunca visitou a terra natal de seus pais ancestral, mas amava o país. De acordo com seu pai, em uma parede ao lado da cama de Serhiy está pendurada a bandeira da Armênia. Serhiy frequentava a Igreja Armênia e conhecia a história de seu povo. Seu pai também afirmou que Serhiy estudou em Kamianske, (antiga Dniprodzerzhynsk) Faculdade de Educação Física, mas depois de dois anos de estudo ele parou de frequentar as aulas e no verão, estava junto com seu pai visitando a Crimeia para um trabalho sazonal. Nigoyan era um lutador amador de karatê kyokushinkaikan e no campeonato da cidade de Kamianske de 2012, ficou em 3° lugar.
Filmando o projeto "Há pessoas" (ucraniano: «Є люди») ao 200º aniversário de Shevchenko, o produtor Serhiy Proskrunia conseguiu gravar um vídeo de Nigoyan lendo um fragmento do poema "Cáucaso" de Shevchenko.
Glória a vocês, as montanhas azuis constrangidas pelo gelo e a vocês grandes cavaleiros de Deus não esquecidos. Lute e vença, Deus está te ajudando! A verdade está atrás de você, a força está atrás de você e a liberdade sagrada!

### Morte e enterro

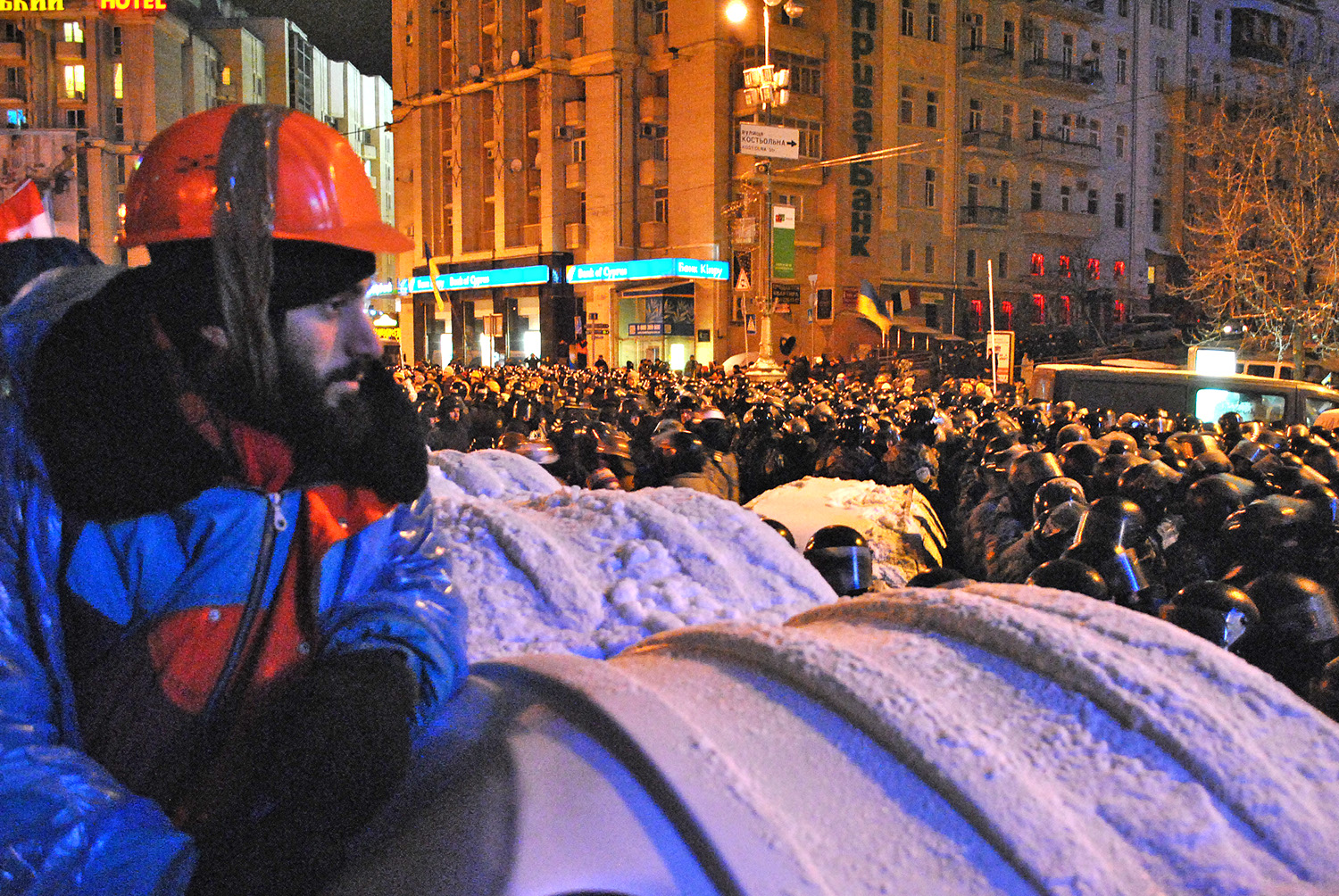
Serhiy Nigoyan nas barricadas da Myhailivska street, 11 de dezembro de 2013.

Morreu na madrugada de 22 de janeiro de 2014 por volta das 06h30, após ser mortalmente ferido. Pouco depois, por volta das 08h10, Berkut atacou violentamente os manifestantes na rua Hrushevskoho, perto do Estádio Lobanovsky Dynamo.
Em 23 de janeiro de 2014, o Televised News Service (TSN) mostrou uma reportagem com uma entrevista de Nigoyan, filmada em 19 de janeiro por um cinegrafista do TSN. Questionado sobre o porquê de ter vindo para a Euromaidan, Nigoyan afirmou que o fez em protesto contra o espancamento de estudantes pela milícia de Berkut. Embora fosse orgulhoso de ser armênio, Nigoyan queria expressar seu apoio às pessoas entre as quais nasceu e com as quais conviveu.
Em 26 de janeiro de 2014, Nigoyan foi enterrado em sua aldeia natal, Bereznuvativka. Seu funeral contou com a presença de moradores locais, representantes da diáspora armênia, padres das igrejas armênias e ucranianas. Seu réquiem foi servido pelo chefe da Eparquia Ucraniana da Igreja Apostólica Armênia, Arcebispo Grigoris Buniatyan.

### Reações

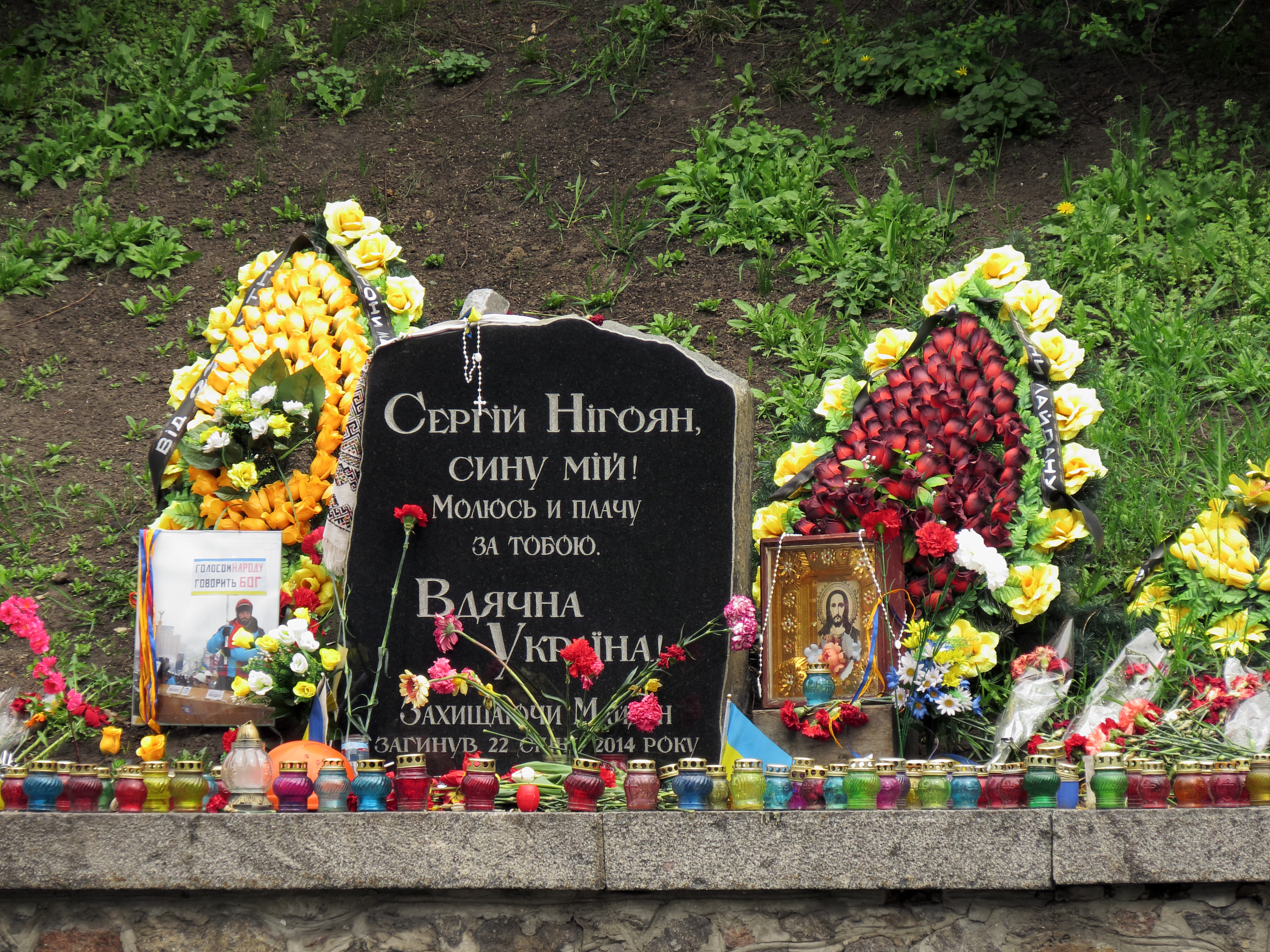
Túmulo de Nigoyan. Foto de 2014.

Em 22 de janeiro de 2014 em seu Twitter Svyatoslav Vakarchuk mencionou que "outro armênio, Parajanov criou o filme (Shadows of Forgotten Ancestors) que se tornou um símbolo para todos os ucranianos, hoje o armênio Nigoyan sacrificou sua vida que se tornou um símbolo da Ucrânia".
Valentyn Sylvestrov, um renomado compositor ucraniano, dedicou um díptico memorial a Serhiy Nigoyan. As novas peças usam letras de Taras Shevchenko, citadas por Nigoyan, e o texto litúrgico tradicional "Com os santos dai descanso".

## Legado

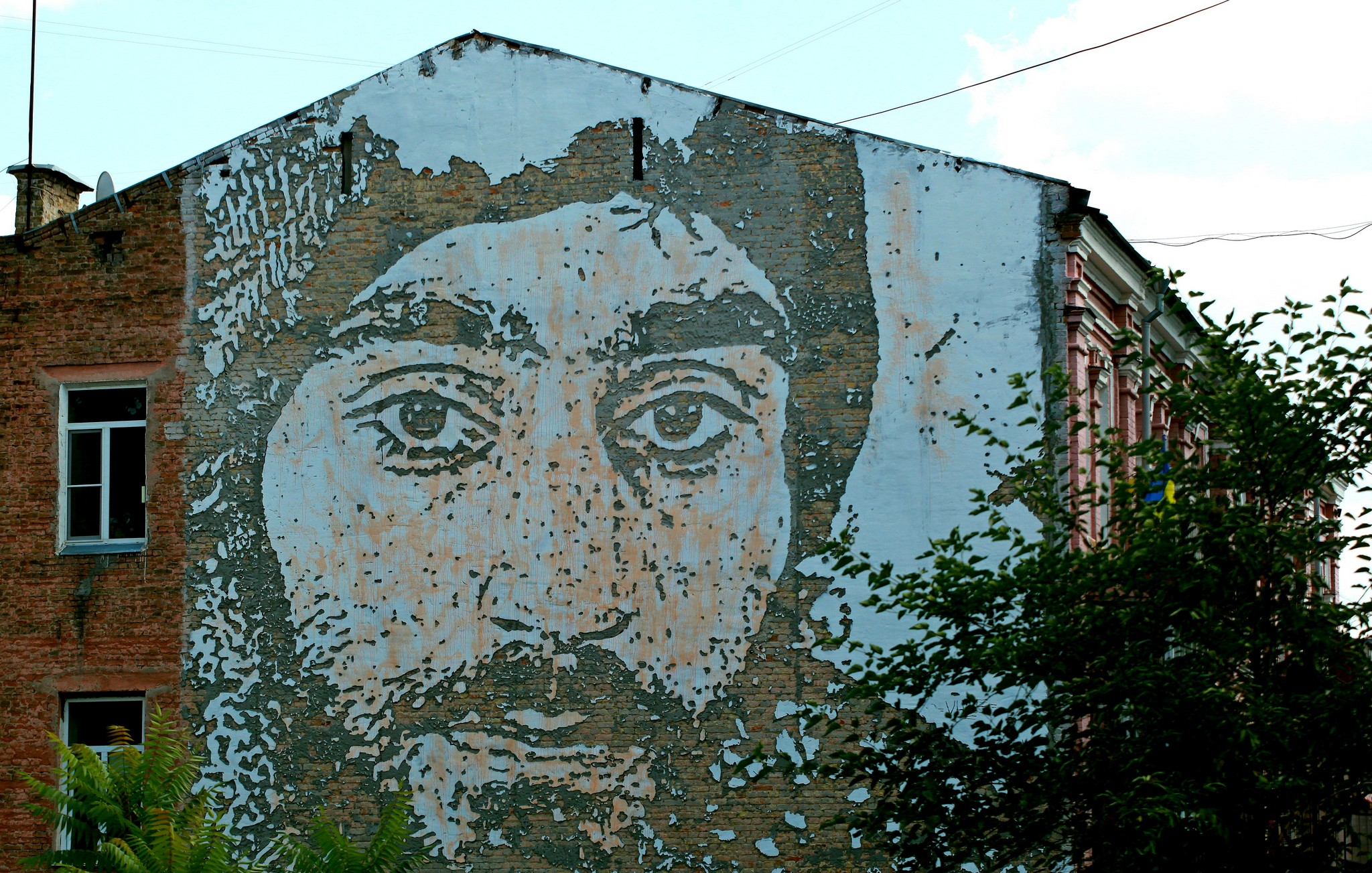
Arte feita em memória de Serhiy, em Kiev.

Em 20 de fevereiro de 2014, um grupo de ativistas da oposição armênia tentou renomear uma praça na cidade armênia de Espitaque de Praça Viktor Yanukovych para Praça Serhiy Nigoyan.
Em 27 de março de 2014, o conselho da cidade de Berezhany adotou a decisão de renomear uma rua com o nome do escritor soviético Yaroslav Halan para Nigoyan Street.
Em 28 de janeiro de 2015, o conselho municipal de Dnipro mudou o nome da Avenida Kalinin para Prospekt Serhiy Nigoyan. A decisão foi abolida pelo Tribunal Administrativo de Recurso do Dnipro em junho de 2017 por motivos processuais, no entanto, o nome foi reintegrado por uma resolução separada em 21 de fevereiro de 2018.